# Сан-Хуан-дель-Монте (Бургос)
Сан-Хуан-дель-Монте (ісп. San Juan del Monte) — муніципалітет в Іспанії, у складі автономної спільноти Кастилія-і-Леон, у провінції Бургос. Населення — 153 особи (2010).
Муніципалітет розташований на відстані близько 140 км на північ від Мадрида, 75 км на південь від Бургоса.

## Демографія
Динаміка населення (INE ):